# Epicrates alvarezi
Epicrates alvarezi là một loài rắn trong họ Boidae. Loài này được Abalos, Baez & Nader mô tả khoa học đầu tiên năm 1964.